# Episema pseudohispana
Episema pseudohispana är en fjärilsart som beskrevs av Charles Boursin 1955. Episema pseudohispana ingår i släktet Episema och familjen nattflyn. Inga underarter finns listade i Catalogue of Life.